# Lilian Martin-Leake
Lilian Martin-Leake (17 de marzo de 1867, Paddington, Inglaterra – 1962, Bideford), fue una astrónoma que se unió a una expedición organizada por la Asociación Astronómica Británica para observar el eclipse total del 28 de mayo de 1900. 
Junto con otros cuatro miembros estuvo estacionada en la azotea del Hotel de la Régence en Argel para examinar la estructura de la corona, realizando ella un dibujo de las prominencias y la cromosfera. 

## Biografía
Lilian Martin-Leake nació el 17 de marzo de 1867 en Paddington, Inglaterra. Su padre, William Martin-Leake, era ingeniero civil y plantador de café, y su madre, Louisa Harriet (Tennant) Martin-Leake, ama de casa. Era la cuarta de las ocho hijas e hijos del matrimonio: Mary, William Ralph, Edith, (Lilian), Alice, Dorothy, Cicely y Hugh.
Martin-Leake comenzó en Girton el mismo año que Annie Russell y Alice Everett, pero su título en ciencias naturales tardó más en llegarle. Fue secretaria de la Sociedad de Historia Natural de la Universidad (GCNHS). No hay pruebas directas de que Russell o Everett también fueran miembras de esta sociedad, pero es una posibilidad. Entre las conversaciones dadas al GCNHS estaban la razón del color del cielo y el origen de los terremotos (dado por Martin-Leake). También hubo reuniones de discusión, incluyendo una en las manchas de sol que ella dirigió.
Por lo que se conoce, Lilian nunca estudió una carrera en astronomía, aunque se unió a la Asociación Astronómica Británica, fundada en 1890 por el astrónomo Edward Maunder, entre otros, recomendada por Alice Everett y Annie Maunder. En cambio, después de un corto período de enseñanza en Kensington School, enseñó química en Newnham College (bajo la tutela de Ida Freund, también de Girton) y se convirtió en la primera mujer en hacer investigación en el laboratorio químico de la universidad. Después de un periodo en los Estados Unidos como asistente del profesor de química en Bryn Mawr College (otra universidad de mujeres), de 1896 a 1900, siguió unida a la ciencia en el Winchester High School. La mala salud le obligó a renunciar a la enseñanza a tiempo completo, pero por el resto de su vida fue inspectora ocasional de la Junta de Educación, y una líder referente en la Asociación de Abastecimiento de Ciencias Escolares y organizaciones similares. También tenía intereses en la agricultura, de uso particular durante la Primera y Segunda Guerra Mundial. Además, fue secretaria de la Sociedad de Historia Natural del Girton College, e impartió alguna conferencia organizada por esta asociación y dirigió alguna de las reuniones de debate, en particular una que trataba sobre manchas solares.
Los archivos del Girton College tienen un perfil extenso de Martin-Leake en la publicación Western Morning News de noviembre de 1954, que detalla gran parte de su vida. Era una gran fanática del cricket, enseñando el deporte en Winchester y asistiendo a partidos en Lords and the Oval, y luego, ya en su retiro, en Bideford. El artículo de Morning News revela que finalmente había recibido su título de la Universidad de Cambridge; la única de los tres astrónomos Girton que vivió el tiempo suficiente para recibir las calificaciones que habían ganado más de medio siglo antes.

## Logros
Lilian Martin-Leake se unió a una expedición organizada por la Asociación Astronómica Británica para observar el eclipse total que se produjo el 28 de mayo de 1900. Junto con otros cuatro miembros de la asociación, se instaló en la azotea del Hotel de la Régence en Argel para examinar la estructura de la corona solar. Tras sus observaciones, a través del telescopio refractor que manejaba, realizó un dibujo de las prominencias y la cromosfera. Su ilustración de la cromosfera mostraba espículas rojas que anteriormente se pensaba que eran montañas.

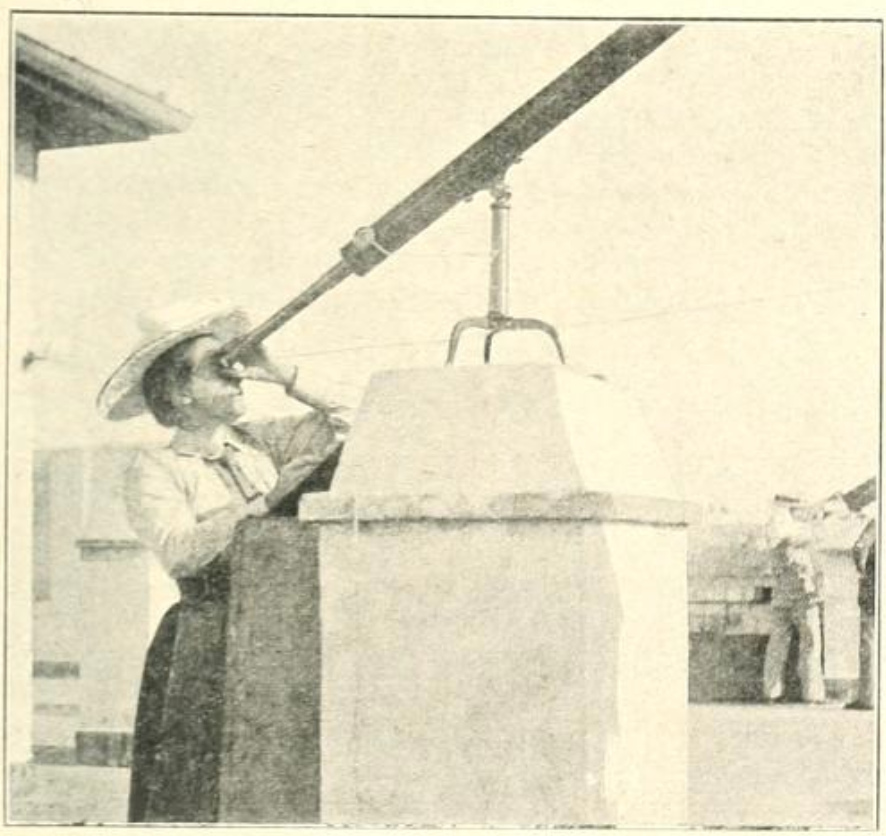
Lilian Martin-Leake

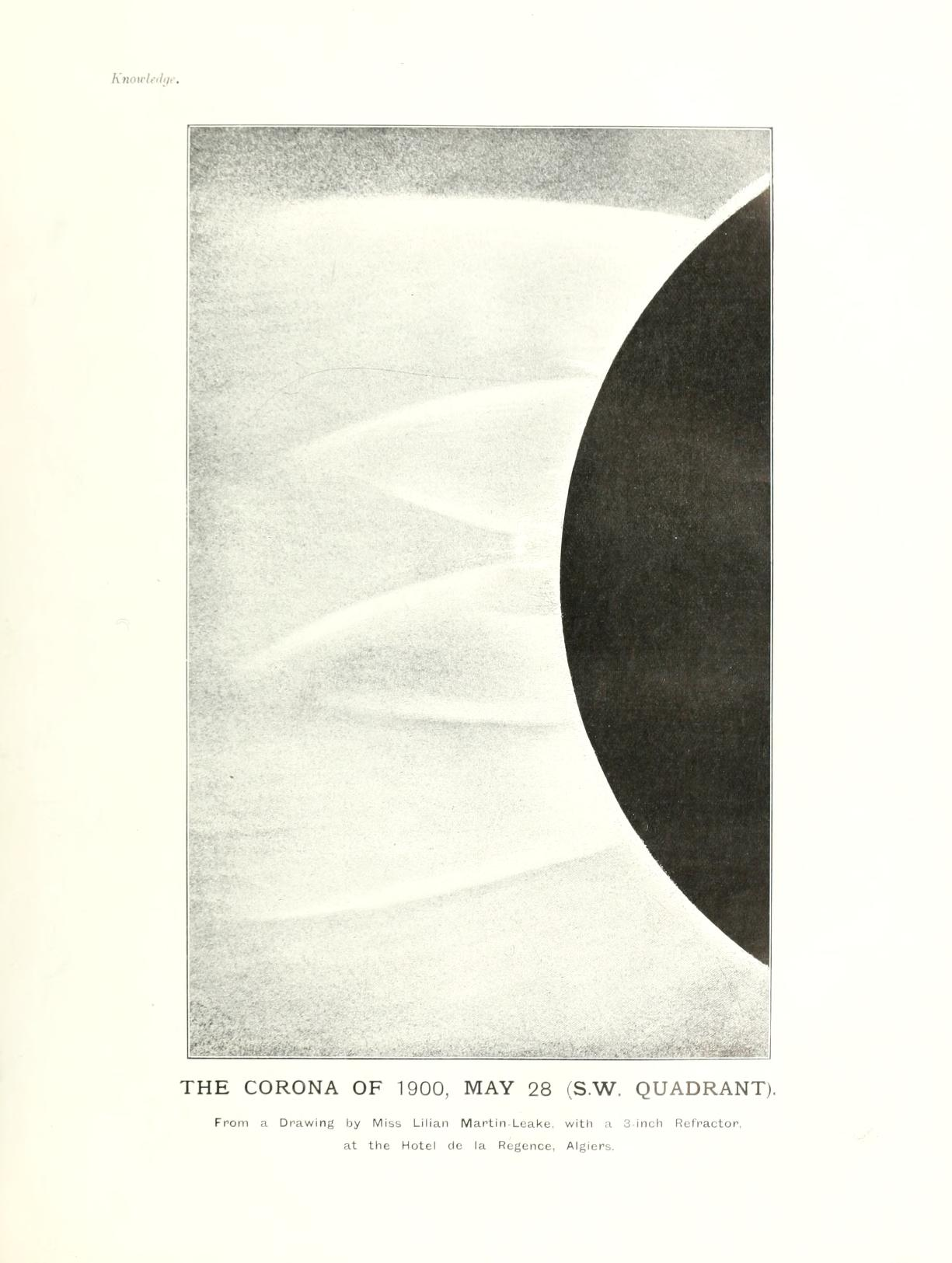
Cuadrante de la corona dibujada por Lilian Martin-Leake según sus observaciones.